# آلاء هاشم
آلاء هاشم، صحفية ومذيعة ومقدمة أخبار، حاصلة على بكالوريوس في الصحافة والإعلام من "جامعة البترا" في الأردن.
تعمل مذيعة أخبار ومقدمة برامج في تلفزيون سوريا، عملت مقدمة ومعدة في قناة الفلوجة في العراق، ومعدة في مؤسسة دبي للإعلام، ومقدمة في تلفزيون أورينت.